# Абадия дос Доурадос
Абадия дус Доурадус е град и едновременно община в бразилския щат Минас Жерайс. Населението му към 2008 г. е 6704 жители.